# Salvia indica
Salvia indica es una especie de planta herbácea perennifolia de la familia de las lamiáceas. Es originaria de una amplia región del Asia occidental que incluye Israel, Irak, Irán y Turquía.

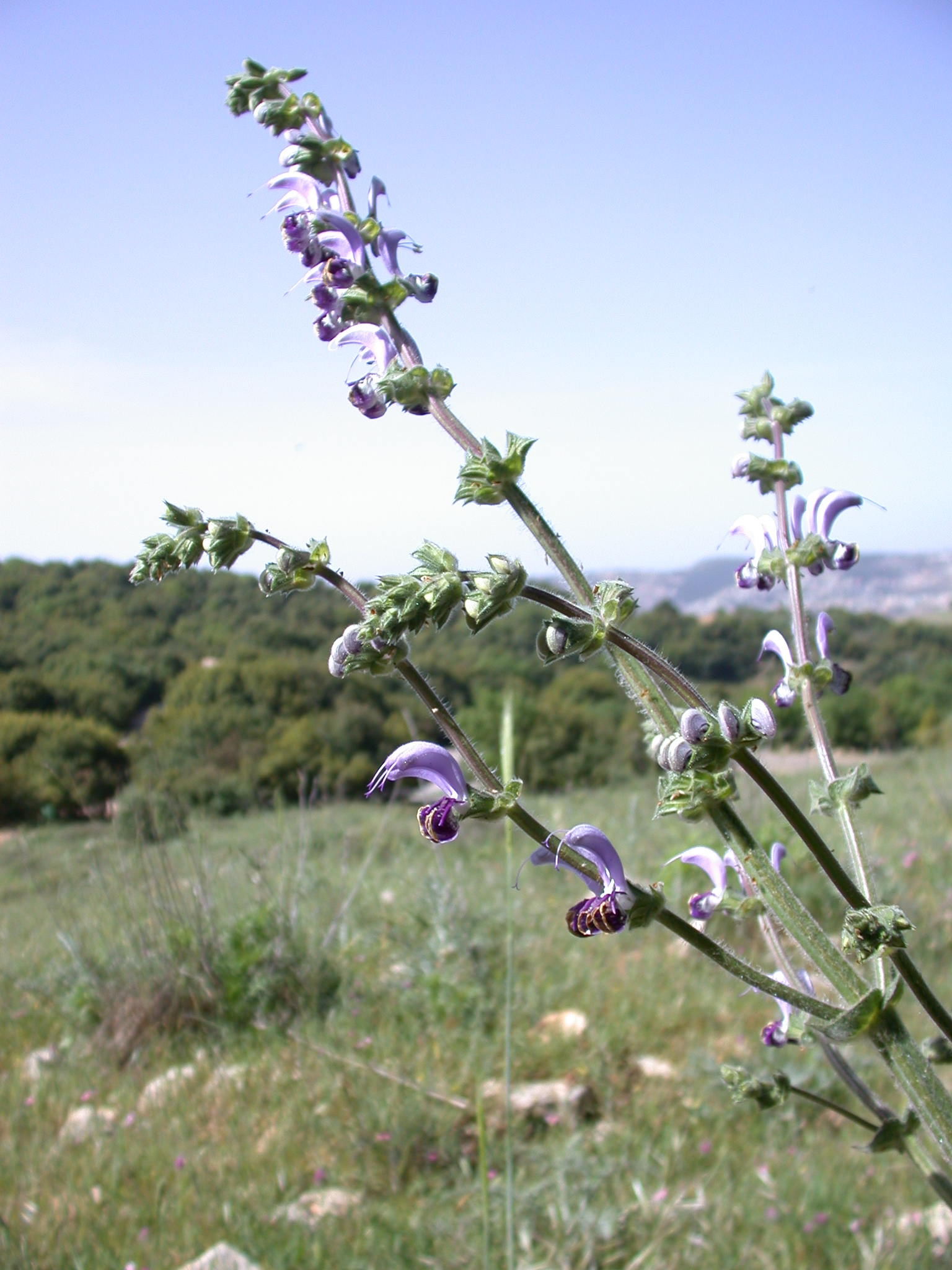
Vista de la planta

## Descripción
La planta cuenta con un porte erguido y majestuoso, formando una mata de hierba de color verde, con hojas ovaladas con márgenes ondulados. Las hojas están cubiertas de largos pelos suaves, y rectos. Las inflorescencias que surgen desde el centro de la planta, tiene de 50 a 100 cm de altura con verticilos muy espaciados de cuatro a seis flores que se abren lentamente. Las flores individuales son de doble labio, con un labio superior de 2,5 cm de color lila brillante. El labio inferior regordete tiene un canal con manchas de color púrpura y marrón sobre un fondo blanco. Las flores se mantienen en flor durante un tiempo bastante largo, casi un mes. La planta se propaga normalmente por semillas, plántulas con frecuencia aparecen cerca de la planta.

## Hábitat
El hábitat natural de Salvia indica incluye las laderas rocosas de piedra caliza a una altitud de entre 110 a 1.500 m de altitud, donde florece en abril y mayo. Además Salvia indica está clasificada como perenne, pero en el cultivo individual no vive más de dos años.

## Cultivo
En el jardín, la planta prefiere pleno sol, el suelo arcilloso, y buen drenaje. Después de la floración las plantas necesitan muy poca humedad. Puede sobrevivir a temperaturas de hasta 20 °F (-7 °C) por períodos breves.

## Usos
Salvia indica muestra un uso potencial como planta medicinal que se observa también en otros miembros del género Salvia. Hay pruebas de que los extractos de planta tienen algunas cualidades antifúngicas. Un estudio de 2005 encontró que los extractos de las hojas y ramas de S. indica realizan la mayor tasa de inhibición de colonias de hongos patógenos diversos, tales como Stemphylium y Mucor.

## Taxonomía
Salvia indica fue descrita por Carlos Linneo y publicado en Species Plantarum 26. 1753.
Etimología
Ver: Salvia
indica: epíteto geográfico que significa "de la India", se ignora el motivo del nombre ya que la planta no es de esa región.
Sinonimia
- Hematodes indica (L.) Raf.
- Larnastyra indica (L.) Raf.
- Salvia brachycalyx Boiss.
- Salvia elongata Salisb.
- Sclarea indica (L.) Mill.[9][10]